# Сугороку (настолна игра)
Sugoroku (雙六 or 双六; Сугороку) (буквално 'двойно шест') се отнася за два различни вида японска игра на дъска: ban-sugoroku (盤双六, 'сугороку на дъска'), която е подобна на западната табла и e-sugoroku (絵双六, 'сугороку с картинки'), която е наподобява западната змии и стълби.

## Сугороку на дъска
Ban-sugoroku се играе подобно на табла (дори има същата начална позиция), със следните разлики:
- Чифтовете не са специални. Ако играч хвърли чифт, всеки зар се брои само по веднъж.
- Няма „изваждане“. Целта е всички войници да се преместят на последните шест места на дъската.
- Няма избиване.
- „Затварянето“, което формирането на основа от шест съседни точки с един или повече от противниковите войници на калъп, е автоматична победа.

Смята се, че играта е пренесена от Китай (където е била известна като Шуанглу) в Япония през VI век.
Известно е, че през вековете след въвеждането на играта в Япония тя на няколко пъти е обявявана за незаконна, най-вече през 689 и 754 година. Това е така, защото простата и основана на късмета природа на сугороку прави играта идеална за хазарт. Този вариант на играта и данни за играенето ѝ със залози непрекъснато се появяват до ранната Едо ера. По нейно време се появява нова и бърза хазартна игра, наречена Chō-han (丁 半;Чо-хан), която измества сугороку като хазартна игра.
Този вариант от семейството на таблата е изчезнал в Япония и повечето други страни, като модерната табла в западен стил (с избиване) привлича някои доста запалени играчи.

## Сугороку с картинка
По-опростената сугороку с картинки, с правила подобни на змии и стълби, се появява още в края на 13 век и е популяренна поради евтината и сложна технология за печат на дървени блокчета датираща от периода Едо. Направени са хиляди вариации на дъски със снимки на религиозна, политическа, актьорска и дори възрастна тематика. В Мейджи и по-късните периоди тази разновидност на играта остава популярна и често се включва в списания предназначени за деца. Тъй като сугороку на дъска е остаряла игра, днес думата сугороку почти винаги означава варианта ѝ с картинки.

## Други сугороку игри
Излезли са много видеоигри, базирани на сугуроку, сред които: Kiteretsu Daihyakka: Chōjikū Sugoroku, Sugoroku Ginga Senki, Battle Hunter, Ganbare Goemon: Mononoke Sugoroku, Dokodemo Hamster 4: Doki Doki Sugoroku Daibouken!, Hello Kitty: Minna de Sugoroku, Gotouchi Hello Kitty Sugoroku Monogatari, Yu-Gi-Oh! Настолна Sugoroku, Семейно пиратско парти, Hidamari Sketch: Doko Demo Sugoroku x 365 и Игри с картинки: Pop-Up Pursuit.
Видеоиграта Воини Самураи 2 (английски: Samurai Warriors 2) включва мини-игра наречена сугороку, но тя много малко наподобява традиционния вариант на играта. Вместо това, тя по-скоро се играе като Itadaki Street, Wily &amp; Right no RockBoard: That’s Paradise или като опростена версия на Монополи: играчите се редуват да обикалят около дъска, чиито квадраси са изобразени като различни територии на Япония. При попадане на свободно място, играчът може да го закупи за определена сума пари. Ако някой играч попадне на място, което е притежание на друг, то той трябва или да плати такса на собственика, или да избере да го предизвика за контрол върху тази територия (използвайки основния геймплей на Воини Самураи 2 за специални игри с предизвикателства). На дъската има места обозначени със „Светилище“, които са приблизително аналогични на „Късмет“ и „Банка“ от Монополи.
Може да се каже, че серията Марио Парти е силно повлияна от сугороку, особено от версията ѝ с картинки.